# Andrés del Valle
Andrés del Valle Rodríguez, conocido como Andrés del Valle o Andrés Valle (Santa Ana, 30 de noviembre de 1833 - ibíd., 28 de junio de 1888) fue un agricultor y político salvadoreño. Presidente de la República de El Salvador en 1876.

## Biografía

### Nacimiento y vida privada
Andrés del Valle Rodríguez nació en la ciudad de Santa Ana el 30 de noviembre de 1833, en el hogar formado por el acaudalado español Fernando del Valle, originario de Santander y de la dama santaneca Tránsito Rodríguez.
Estudió en la ciudad de Guatemala en el Colegio y Seminario Tridentino de Nuestra Señora de la Asunción, y posteriormente en la Universidad Nacional de Guatemala, en las que obtuvo el grado de Bachiller en Filosofía; posteriormente viajó a Europa para complementar sus estudios, regresando a El Salvador en 1851 a su natal Santa Ana donde contrajo nupcias con su prima Jesús Valle, dedicándose a la producción de café y al comercio internacional.

### Carrera política y ascenso a la presidencia
Tomó parte en la revolución de 1871 que derrocó al entonces presidente Francisco Dueñas; durante la administración del presidente Santiago González fue elegido diputado a la Constituyente de 1872, senador por el departamento de Santa Ana en 1874 y en 1875 Vicepresidente del Senado, presidente de la Asamblea General y primer Designado a la Presidencia.
No pudiendo reelegirse, el mariscal Santiago González fue propuesto como candidato oficial a la Presidencia de la República para el período 1876-1880, resultando electo para dicho período, a la vez que el mariscal González como Vicepresidente; la continuidad de González en el Gobierno provocó un rechazo popular.

#### Conflicto con Guatemala
Ya en ejercicio de la presidencia, Valle se reúne con Justo Rufino Barrios en El Chingo, donde acuerdan la pacificación de Honduras por parte de Marco Aurelio Soto, comprometiéndose ambos a poner mil hombres para dicha causa; los hechos políticos se precipitaron en contra de Valle, debido a la desconfianza del Reformador de Guatemala por la permanencia en el Gobierno del mariscal González.
Tras el fracaso de la incursión de Soto en Honduras, y alegando que El Salvador había invadido Guatemala, se rompen las relaciones diplomáticas; las acciones dieron inicio el 1 de abril  de ese año, por medio de un bloqueo naval por parte del vapor El General Barrios. Posteriormente la invasión dio inicio por el Oriente donde el general guatemalteco Gregorio Solares derrota en Pasaquina al ejército salvadoreño, tomando control de San Miguel y La Unión; en el frente occidental, tras varios enfrentamientos durante la Semana Santa, el Ejército guatemalteco debilitó a las fuerzas salvadoreñas al mando del mariscal González, viendo la situación el mariscal González envía al presidente Valle, a Jacinto Castellanos y a E. Mejía para negociar con Barrios, con el cual llegan a un Acuerdo de Paz en Chalchuapa el 25 de abril, bajo condición de que Valle dejara la presidencia y el mariscal González la dirección del ejército, dejando las plazas de Santa Ana a las fuerzas guatemaltecas.
Como uno de los compromisos adquiridos en Chalchuapa, Valle antes de abandonar la presidencia convoca a una Junta de Notables en Santa Ana para que ratificasen el acuerdo del 25 de abril y elegir, de acuerdo con Barrios, quién asumiría la presidencia, debiendo el nuevo gobierno convocar a elecciones; en dicha Junta de Santa Ana se reunieron alrededor de doscientos salvadoreños incipientes cafetaleros, terratenientes, comerciantes, políticos, militares y juristas, quienes de acuerdo con Barrios eligieron como presidente al doctor Rafael Zaldívar.

### Exilio y últimos días
Después de convocada la Junta de Santa Ana, Valle se exilia en Costa Rica, desde donde luego se trasladó a Estados Unidos, viajando por Europa, para finalmente establecerse en ciudad de Guatemala, donde falleció su esposa.
De vuelta en El Salvador, fue uno de los suscriptores del Acta de Santa Ana de 15 de mayo de 1885 por la que se desconoció al presidente Zaldívar y que elevó a la primera magistratura al general Francisco Menéndez.
Después del triunfo de la revolución de 1885, se dedica a atender sus negocios, falleciendo en su natal Santa Ana el 28 de junio de 1888.